# Eduard Wagnes
Eduard Wagnes (Weiz, 18 maart 1863 – Bad Gams, Steiermark, 27 maart 1936) was een Oostenrijks componist, dirigent en hoornist.

## Levensloop
Wagnes was een zoon van een muziekinstrumentenbouwer en theatermuzikant. Naast les van zijn vader kreeg hij hoornles van Florian Schantl. Op 7-jarige leeftijd ging hij op school van de Steiermärkischer Musikverein. Op 13-jarige leeftijd werd hij lid van het kuurorkest van Sankt Radegund bei Graz. In 1878 werd hij lid van het orkest van het Grazer Stadttheater als hoornist. In de jaren 1882 tot 1885 maakte hij deel uit van het dansorkest van Eduard Strauß en reisde onder anderen door Duitsland, Nederland en Engeland.
In 1885 werd hij lid van het Militaire muziekkorps van het 27e Infanterie Regiment in Graz. In 1890, nadat hij de militaire dienstgedaan had, werd hij dirigent van het harmonieorkest van het Uniformiertes Grazer Bürgerkorps. Vijf jaren later ging hij als Militairkapelmeester van het 2e Bosnisch-Herzegowinische Infanterie-Regiment naar Banja Luka (nu: Servische Republiek, toen: Bosnië en Herzegovina). Maar het orkest met hun dirigent kwam spoedig naar Graz terug. In 1910 concerteerde hij met zijn militair muziekkorps gedurende 10 dagen tijdens de Oriëntaalse Expositie in München. De toenmalige Beierse prins Loedewijk, later Koning Lodewijk III van Beieren was vol lof over de prestaties. In de Eerste Oostenrijkse Republiek was Wagnes dirigent van het Militaire muziekkorps van het 9e Alpenjagers Regiment in Graz tot hij in 1924 met pensioen ging. Daarna leefde hij in zijn landhuis in Gams ob Frauenthal, nu Bad Gams.
Voor zijn verdiensten kreeg Wagnes het Gouden Kruis van Verdienste met de Kroon. Hij werd ereburger van Graz en in de wijk Mariatrost van de stad Graz is een straat naar hem vernoemd.

## Composities

### Werken voor harmonieorkest
- 1895 Die Bosniaken kommen, ook bekend als 2er Bosniaken-Marsch
- 1898 Felsenfest für's Vaterland - werd bekroond met de 5e prijs tijdens de compositiewedstrijd voor marsen ter gelegenheid van het 50-jarig kroonjubileum van keizer Frans Jozef I van Oostenrijk in 1898
- 1928 Flitsch Marsch - gecomponeerd ter herinnering aan de veldslag bij Flitsch-Tolmin op 24 oktober 1917
- 1932 Helden von Meletta
- Allzeit voran, ook bekend als Ljustina-Marsch - opgedragen aan Oberst Johann von Ljustina
- Ausseer Buam
- Bosna selamik, ook bekend als Gruß aus Bosnien
- Durch dick und dünn
- Exzellenz-Marsch
- Frisch drauf los
- Frühlingseinzug
- Für Freiheit und Ehre
- Grazer Bürger
- Hand in Hand
- Heldenhaft Marsch - opgedragen aan de commandant Oberst Simon Rabatic Edler von Bliznagor
- Jugendbund
- Mit eisener Kraft
- Oberst Schiebel-Marsch - opgedragen aan de commandant Oberst Johann Schiebel (1895–1899)
- Ritterlich und rasch
- Scheidegruß, treurmars
- Schulter an Schulter
- Schützen-Marsch
- Steirischer Gebirgsvereins-Marsch
- Steirischer Pfeifferlbuam-Marsch
- Stoakogler(Schwakogler)-Marsch
- Zum Schutz und Trutz

### Muziektheater

#### Operettes
| Voltooid in | titel                 | aktes | première                                | libretto                  |
| ----------- | --------------------- | ----- | --------------------------------------- | ------------------------- |
| 1910        | Alt-Wien              |       | 13 maart 1910, Graz, Grazer Opernhaus   | Ferdinand Maierfeld-Enter |
|             | Die Rosenkönigin      |       |                                         |                           |
| 1911        | Die Klosterprinzessin |       | 21 oktober 1911, Graz, Grazer Opernhaus | Hans Pflanzer             |